# Мартинес, Жоэль
Франциск Жоэль Мартинес Виллар (кат. Francisc Joel Martínez Vilar; 31 декабря 1988) — андоррский футболист, полузащитник клуба «Ранжерс». Выступал за юношескую сборную Андорры до 19 лет, молодёжную сборную до 21 года и национальную сборную страны.

## Биография

### Клубная карьера
В 2005 году начал выступать за команду «Сан-Жулиа» в чемпионате Андорры. Летом 2005 года сыграл в двух играх первого отборочного раунда Кубка УЕФА против румынского «Рапида» из Бухареста. По сумме двух матчей андоррцы уступили с общим счётом (0:10). В июне 2006 года принял участие в двухматчевом противостоянии со словенским «Марибором», в котором «Сан-Жулия» проиграла со счётом (0:8). В сезоне 2011/12 играл за команду «Андорра» из Андорра-ла-Вельи, которая выступала в Сегоне Каталана и заняла второе место в турнире, которое позволило клубу выйти в Примеру Каталонии. Летом 2012 года вернулся в «Сан-Жулию».
В 2014 году стал игроком «Санта-Коломы». Жоэль принял участие первом квалификационном раунде Лиги чемпионов. Турнир для андоррцев начался с противостояния против армянского «Бананца». По сумме двух матчей «Санта-Колома» одержала победу (1:0 и 2:3) и впервые в своей истории прошла в следующий раунд еврокубков. Во втором раунде команда играла против «Маккаби» из Тель-Авива. Израильтяне одержали победу в двух играх (3:0). Мартинес сыграл во всех четырёх встречах. В сезоне 2014/15 «Санта-Колома» стала победителем Примера Дивизио и финалистом Кубка Андорры. В июле 2015 года сыграл в двухматчевом противостоянии в первом квалификационном раунде Лиги чемпионом против гибралтарского «Линкольн Ред Импс». По итогам которого, андоррцы уступили (1:2), а Мартинес принял участие лишь в домашней встрече.
Вместе с командой Мартинес завоевал Суперкубок Андорры 2015, обыграв «Сан-Жулию» в серии пенальти (1:1 основное время и 5:4 по пенальти). Жоэль забил один из голов в серии одиннадцатиметровых. В сезоне 2015/16 забил 1 гол в 11 играх и стал вместе с командой чемпионом Андорры. В сентябре 2016 года в матче за Суперкубок Андорры «Унио Эспортива Санта-Колома» обыграла «Санта-Колому» с минимальным счётом (0:1).

### Карьера в сборной
Выступал за юношескую сборную Андорры до 19 лет и провёл в 2006 году в её составе три матча. В составе национальной сборной Андорры провёл всего одну игру, 28 марта 2007 года в матче квалификации на чемпионат Европы 2008 против Англии. Главный тренер Давид Родриго выпустил Мартинеса на 69 минуте вместо Манеля Жименеса.
Под руководством Хусто Руиса сыграл в 9 из 10 игр молодёжной сборной Андорры в отборочном турнире на чемпионат Европы 2011 года среди молодёжных команд.
В 2013 году играл за сборную Андорры по пляжному футболу.

## Достижения
- Чемпион Андорры (3): 2014/15, 2015/16, 2016/17
- Финалист Кубка Андорры (1): 2015
- Обладатель Суперкубка Андорры (1): 2015